# 赤面
赤面（せきめん）は、人間の無意識な行為の一種で、他人と対話する際などに顔が紅潮してしまう現象をいう。対処法については、「赤面#対処法」を参照。

## 赤面をするとき
赤面をする場合には次のような理由が挙げられる。
1. 感情的理由（恥ずかしい・嬉しい・激怒している・泣く・好意を寄せている・興奮状態…etc..）
2. 生理的理由（発熱などの体調不良、飲酒）
3. 環境的理由（暑い）

赤面は顔の血管に血液を貯めることによって起こる。その際、血圧が下がって心拍数が上がり、心臓に負担がかかる。

## 赤面恐怖症
赤面恐怖症（単に、赤面症ともいう）は、生涯有病率（生涯に一度でもかかる人の割合）が7～13%である社交不安障害の代表的な症状の一つである。
他人とのコミュニケーションが比較的活発な人でもこの症状を持つ者がいるが、深層心理から、表面上は活発的にコミュニケーションを行ってはいるものの、実際には克服できていない対人恐怖症の症状としても挙げられる。根本的に対人関係を苦手・苦痛としている者が起こるのが前提である。しかし、医学的には何故赤面が起こるのかという合理的な解明はされていない。酷い場合は交友相手と普通に会話するだけでも赤面することがある。
赤面症が生じる場面としては、以下のような急な対人ストレスを感じる場面で起こる。
- 会話の相手に赤面することを期待されている（と感じる）場面
- 上司または権威のある人と話す、または上司の話題になる
- 異性と話す
- 打ち解けていない、もしくはよく知らない同僚と話す
- 急に称賛されるなど人に注目される場面
- 職場の廊下やスーパーマーケットなどで、予期せず人にぶつかったとき
- 室温・気温が高い場合や睡眠不足、飲酒時など

人間は赤面する唯一の動物であり、他人から見ても恥ずかしい思いをしており、これ以上注目をしないでほしいという気持ちへの理解を求める意図で赤面をする、という説がある。しかし赤面症になると異なる。赤面は自然的な現象であるのに対し、赤面症は一種の強迫観念である。恥ずかしい思いをしても必ずしも赤面するわけではないが、赤面症の人は赤面になる前から、赤面になることを恐れて羞恥心の感情が支配し自意識過剰になってしまう。
大した事は無いものと思われがちであるが、俳優やモデル、グラビアアイドルなど、この症状が直接に職業生命に関わってくる場合もある。

### 対処法
赤面しているときは緊張しているときと同じような状態であることが多いので過呼吸であることが多い。そのときには深呼吸をすると呼吸が正常になり一時的に赤面を抑えることができると言われているが個人差が大きくあまり大きな効果は期待されていない。応急処置程度である。また他人の目を気にしすぎていることが赤面症患者には多く、あまり周囲を気にしないという方法もあるが、自ら実行するのは非常に難しい。この方法を実行するのは目をつぶることが最善の方法だが、目をつぶってしまうと赤面症患者は「まわりは目を開けているのに自分だけ・・・」という具合にさらに周りの目を気にしてしまう。学校などでは難しいが、街中などではサングラスをかけて対処できる。

#### 森田療法
本格的な赤面症の治療法のひとつに「森田療法」がある。森田療法は医師の森田正馬氏が考案したもので、「顔が赤くなる自分」を肯定して受け入れ、「赤面しても構わない」という心情を得ることにより赤面症を克服するものである。

#### 認知行動療法
赤面を恐れる社交不安症（赤面恐怖症）に対する、以下のような認知行動療法の有効性が示されている。
まず、社交場面における患者を撮影した動画を見ることで、「患者（自分）は実際には赤面していない」「自分の赤面は、他者視点からは分からない」ということなどに気づくことができる（ビデオフィードバック）。加えて、曝露を伴った行動実験的アプローチにより、一緒に話をした周りの人が患者（自分）の赤面に全く気づかないということを知ることができる（行動実験）。また、人々へのインタビューを通して、人々は他者が赤面しているか否かは全く気にしておらず、ただ単に体質の問題であり何の意味もないと考えているということが分かるようになる（インタビュー調査）。
このような認知行動療法を通じて、症状が改善した事例が報告されている。